# Flugplatz Rannayer Berg

i8
i11
i13
Der Flugplatz Rannayer Berg (tschechisch Letiště Raná, ICAO-Code: LKRA) befindet sich in der Nähe des Dorfes Raná, etwa 10 Kilometer nördlich der Stadt Laun und etwa 20 Kilometer südwestlich der Stadt Brüx. Der Flugplatz wurde 1932 von deutschböhmischen Segelfliegern gegründet. Im Jahr 2017 ist er im Besitz des Aeroclubs Raná und wird neben dem Segelflug auch für RC-Modellflüge genutzt. Die Landebahn ist eine Graspiste. Der Rannayer Berg galt als die böhmische Wasserkuppe.

## Die Anfänge des Luftsports

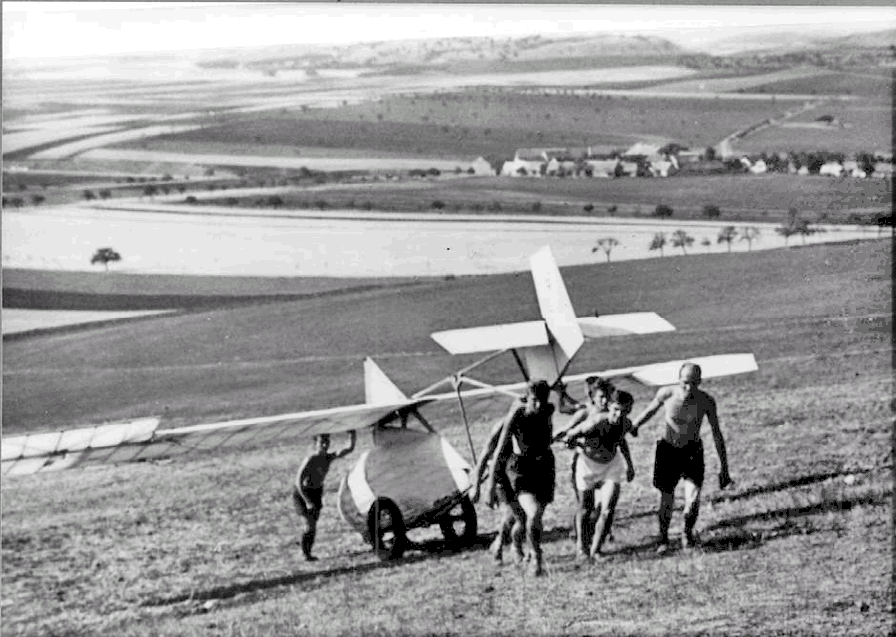
Die Anfänge des Luftsports am Rannayer Berg – Mitglieder des Prager Fliegerclubs Akaflieg im Sommer 1935

Die Anfänge des Flugsports am Rannayer Berg geht auf Mitglieder des Flugsportvereins Akaflieg Prag zurück, die 1932 ein günstiges Segelfluggelände suchten und dabei den kahlen langen Bergrücken des Rannayer Bergs entdeckten. Der erste mehrminütige Flug fand am 2. September 1932 statt. Bereits am 13. November blieb der Fluglehrer Erwin Primavesi zwei Stunden und 25 Minuten in der Luft. Fliegerlager der Akaflieg fanden in der Ortschaft Hradek Unterkunft, die damals mehrheitlich deutschsprachig war.
Hier wurden die ersten und zweiten nationalen tschechoslowakischen Segelflugwettbewerbe ausgetragen. Die Tschechen errichteten 1933 am Osthang eine große Segelfliegerschule, so dass hier in den Jahren 1933–1938 die tschechische Zentrale Segelflugschule die meisten ihrer Segelfluglehrer ausbildete.
Auch wenn am Rannayer Berg deutschböhmische und tschechische Segelflieder gut zusammenwirkten, kam es zu nationalen Spannungen. Im Januar 1937 beschwerten sich die sudetendeutschen Abgeordneten Gustav Obrlik und Franz May im Parlament darüber, dass die deutschen Verbände „in quälender Weise am Segeln auf dem Rannayer Berg gehindert“ würden. In der Antwort auf die Interpellation verwies das Innenministerium auf die Gleichberechtigung und wies die Beschwerde als unbegründet zurück.
Der freie Flugverkehr auf der Rana endete im Oktober 1938, als das Sudetenland an Deutschland angeschlossen wurde. Mit Beginn des Zweiten Weltkriegs wurde der Rannayer Berg zu einem deutschen Ausbildungszentrum für Segelflieger der Luftwaffe. In den Kriegsjahren wurden nach und nach Änderungen in der Starttechnik eingeführt. Aus dem „Abschuss“ von Segelflugzeugen mit einem Gummiseil von Hängen wurden Starts von flachen Flugplätzen mit Winden.
Unter deutscher Verwaltung wurde am Westhang ein 45 ha großes Segelfluggelände angelegt mit einer 1942/43 errichtete Flugzeughalle, das dem heutigen Flugplatz entspricht.